# Världsmästerskapet i handboll för herrar 1964
Världsmästerskapet i handboll för herrar 1964 spelades i dåvarande Tjeckoslovakien 6–15 mars 1964. Rumänien vann turneringen före Sverige och Tjeckoslovakien.

## Inledande omgång

### Grupp A
| Nr | Lag          | S | V | O | F | GM | IM | MS  | P |
| -- | ------------ | - | - | - | - | -- | -- | --- | - |
| 1  | Västtyskland | 3 | 2 | 1 | 0 | 50 | 37 | +13 | 5 |
| 2  | Jugoslavien  | 3 | 1 | 2 | 0 | 50 | 31 | +19 | 4 |
| 3  | Östtyskland  | 3 | 1 | 1 | 1 | 44 | 35 | +9  | 3 |
| 4  | USA          | 3 | 0 | 0 | 3 | 25 | 66 | −41 | 0 |

| Hemma \ Borta | Socialistiska federativa republiken Jugoslavien | USA   | Västtyskland | Östtyskland |
| Jugoslavien   | —                                               | 22–3  | —            | —           |
| USA           | —                                               | —     | —            | —           |
| Västtyskland  | 14–14                                           | 24–13 | —            | 12–10       |
| Östtyskland   | 14–14                                           | 20–9  | —            | —           |

### Grupp B
| Nr | Lag                     | S | V | O | F | GM | IM | MS  | P |
| -- | ----------------------- | - | - | - | - | -- | -- | --- | - |
| 1  | Sverige                 | 3 | 2 | 0 | 1 | 51 | 31 | +20 | 4 |
| 2  | Ungern                  | 3 | 2 | 0 | 1 | 45 | 36 | +9  | 4 |
| 3  | Island                  | 3 | 2 | 0 | 1 | 40 | 39 | +1  | 4 |
| 4  | Förenade Arabrepubliken | 3 | 0 | 0 | 3 | 28 | 58 | −30 | 0 |

| Hemma \ Borta           | Förenade arabrepubliken | Island | Sverige | Ungern |
| Förenade Arabrepubliken | —                       | —      | —       | —      |
| Island                  | 16–8                    | —      | 12–10   | —      |
| Sverige                 | 26–11                   | —      | —       | 15–8   |
| Ungern                  | 16–9                    | 21–12  | —       | —      |

### Grupp C
| Nr | Lag             | S | V | O | F | GM | IM | MS  | P |
| -- | --------------- | - | - | - | - | -- | -- | --- | - |
| 1  | Tjeckoslovakien | 3 | 3 | 0 | 0 | 63 | 35 | +28 | 6 |
| 2  | Danmark         | 3 | 2 | 0 | 1 | 53 | 40 | +13 | 4 |
| 3  | Schweiz         | 3 | 1 | 0 | 2 | 38 | 56 | −18 | 2 |
| 4  | Frankrike       | 3 | 0 | 0 | 3 | 41 | 64 | −23 | 0 |

| Hemma \ Borta   | Danmark | Frankrike | Schweiz | Tjeckoslovakien |
| Danmark         | —       | 26–13     | 16–13   | —               |
| Frankrike       | —       | —         | —       | —               |
| Schweiz         | —       | 15–14     | —       | —               |
| Tjeckoslovakien | 14–11   | 23–14     | 26–10   | —               |

### Grupp D
| Nr | Lag           | S | V | O | F | GM | IM | MS  | P |
| -- | ------------- | - | - | - | - | -- | -- | --- | - |
| 1  | Rumänien      | 3 | 3 | 0 | 0 | 70 | 36 | +34 | 6 |
| 2  | Sovjetunionen | 3 | 1 | 0 | 2 | 65 | 39 | +26 | 2 |
| 3  | Norge         | 3 | 1 | 0 | 2 | 37 | 47 | −10 | 2 |
| 4  | Japan         | 3 | 1 | 0 | 2 | 40 | 90 | −50 | 2 |

| Hemma \ Borta | Japan | Norge | Rumänien | Sovjetunionen |
| Japan         | —     | 18–14 | —        | —             |
| Norge         | —     | —     | —        | 13–11         |
| Rumänien      | 36–12 | 18–10 | —        | 16–14         |
| Sovjetunionen | 40–10 | —     | —        | —             |

## Huvudturnering
Lag som spelades i samma grupp i den inledande omgången har resultatet med sig. Dessa resultat är skrivna i kursiv stil.

### Grupp 1
| Nr | Lag          | S | V | O | F | GM | IM | MS | P |
| -- | ------------ | - | - | - | - | -- | -- | -- | - |
| 1  | Sverige      | 3 | 2 | 0 | 1 | 46 | 42 | +4 | 4 |
| 2  | Västtyskland | 3 | 1 | 1 | 1 | 45 | 41 | +4 | 3 |
| 3  | Jugoslavien  | 3 | 1 | 1 | 1 | 48 | 52 | −4 | 3 |
| 4  | Ungern       | 3 | 1 | 0 | 2 | 42 | 46 | −4 | 2 |

| Hemma \ Borta | Socialistiska federativa republiken Jugoslavien | Sverige | Ungern | Västtyskland |
| Jugoslavien   | —                                               | —       | 16–15  | —            |
| Sverige       | 23–18                                           | —       | 15–8   | —            |
| Ungern        | —                                               | —       | —      | 19–15        |
| Västtyskland  | 14–14                                           | 16–8    | —      | —            |

### Grupp 2
| Nr | Lag             | S | V | O | F | GM | IM | MS  | P |
| -- | --------------- | - | - | - | - | -- | -- | --- | - |
| 1  | Rumänien        | 3 | 3 | 0 | 0 | 57 | 44 | +13 | 6 |
| 2  | Tjeckoslovakien | 3 | 2 | 0 | 1 | 47 | 42 | +5  | 4 |
| 3  | Sovjetunionen   | 3 | 1 | 0 | 2 | 46 | 48 | −2  | 2 |
| 4  | Danmark         | 3 | 0 | 0 | 3 | 40 | 56 | −16 | 0 |

| Hemma \ Borta   | Danmark | Rumänien | Sovjetunionen | Tjeckoslovakien |
| Danmark         | —       | —        | —             | —               |
| Rumänien        | 25–15   | —        | 16–14         | 16–15           |
| Sovjetunionen   | 17–14   | —        | —             | —               |
| Tjeckoslovakien | 14–11   | —        | 18–15         | —               |

## Placeringsmatcher

### Match om sjundeplats
|  | 14 mars 1964 | Danmark | 23 – 14 | Ungern |  |  |
|  |              |         |         |        |  |  |
|  |              |         |         |        |  |  |
|  |              |         |         |        |  |  |

### Match om femteplats
|  | 15 mars 1964 | Sovjetunionen | 27 – 18 | Jugoslavien |  |  |
|  |              |               |         |             |  |  |
|  |              |               |         |             |  |  |
|  |              |               |         |             |  |  |

### Match om tredjeplats
|  | 14 mars 1964 | Tjeckoslovakien | 22 – 15 | Västtyskland |  |  |
|  |              |                 |         |              |  |  |
|  |              |                 |         |              |  |  |
|  |              |                 |         |              |  |  |

### Final
|  | 15 mars 1964 | Rumänien | 25 – 22 | Sverige |  |  |
|  |              |          |         |         |  |  |
|  |              |          |         |         |  |  |
|  |              |          |         |         |  |  |

## Spelartrupper
| Namn               | Klubb                |
| ------------------ | -------------------- |
| Mihai Redl         | CS Dinamo București  |
| Virgil Tale        | Ştiinţa Bucuresti    |
| Ion Bogolea        | CS Dinamo București  |
| Petre Ivănescu     | CS Dinamo București  |
| Olimpiu Nodea      | CSA Steaua București |
| Virgil Hnat        | CS Dinamo București  |
| Ioan Moser         | CS Dinamo București  |
| Aurel Bulgariu     | CSA Steaua București |
| Cornel Oțelea      | CSA Steaua București |
| Mircea Costache I  | CS Dinamo București  |
| Mircea Costache II | CS Dinamo București  |
| Ion Popescu        | Teleajăn Ploieşti    |
| Gheorghe Gruia     | CSA Steaua București |
| Josef Jakob        | CSA Steaua București |
| Nica Cezar         | CS Dinamo București  |

| Namn                | Klubb                |
| ------------------- | -------------------- |
| Lennart Augustsson  | IK Tord              |
| Donald Lindblom     | Redbergslids IK      |
| Lennart Ring        | SoIK Hellas          |
| Rolf Almqvist       | Vikingarnas IF       |
| Per-Ove Arkevall    | Redbergslids IK      |
| Gösta Carlsson      | Redbergslids IK      |
| Hans Collin         | Lugi HF              |
| Björn Danell        | SoIK Hellas          |
| Leif Gustavsson     | Redbergslids IK      |
| Kjell Jarlenius     | KFUM Borås           |
| Bengt Johansson     | Majornas IK          |
| Kjell Jönsson       | H43 Lund             |
| Gunnar Kämpendahl   | Redbergslids IK      |
| Lennart Kärrström   | UoIF Matteuspojkarna |
| Bengt Nedvall       | H43 Lund             |
| Stig Lennart Olsson | IF Saab              |

| Namn             | Klubb                |
| ---------------- | -------------------- |
| František Arnošt | Slavia Prag          |
| Jiří Vícha       | HC Dukla Prag        |
| Ladislav Beneš   | HC Dukla Prag        |
| František Brůna  | HC Baník OKD Karviná |
| Zdeněk Černý     | ZKL Brno             |
| Jiří Djakov      | Slavia Prag          |
| Václav Duda      | HC Dukla Prag        |
| Antonín Frolo    | Tatran Prešov        |
| Rudolf Havlík    | HC Dukla Prag        |
| František Herman | Spartak Plzeň        |
| Vojtěch Mareš    | HC Dukla Prag        |
| Zdeněk Rada      | HC Dukla Prag        |
| Jaroslav Rážek   | HC Dukla Prag        |
| Vladimír Seruga  | Tatran Prešov        |
| Josef Trojan     | HC Dukla Prag        |
| Jan Vitoslavský  | HC Dukla Prag        |

- Förbundskaptener: Jaroslav Mráz och Bedřich König

## Slutställning
| 1  | Rumänien                |
| 2  | Sverige                 |
| 3  | Tjeckoslovakien         |
| 4  | Västtyskland            |
| 5  | Sovjetunionen           |
| 6  | Jugoslavien             |
| 7  | Danmark                 |
| 8  | Ungern                  |
| 9  | Island                  |
| 10 | Östtyskland             |
| 11 | Norge                   |
| 12 | Schweiz                 |
| 13 | Japan                   |
| 14 | Frankrike               |
| 15 | Förenade Arabrepubliken |
| 16 | USA                     |